# Суња
Суња је градић и средиште општине у Сисачко-мославачкој жупанији, Хрватска. До нове територијалне организације налазила се у саставу бивше општине Сисак.

### Други свјетски рат
У Суњи су усташе дочекивали возове нарочито из Бање Луке, хапсиле све Србе железничаре и одводили их на "мрцилиште на Саву, тамо убијали и у Саву бацали".

## Становништво

### Попис 2011.
На попису становништва 2011. године, општина Суња је имала 5.748 становника, од чега у самој Суњи 1.412.
| година пописа | укупно | Хрвати         | Срби           | остали      |
| ------------- | ------ | -------------- | -------------- | ----------- |
| 2011.         | 5.748  | 4.264 (74,18%) | 1.280 (22,27%) | 204 (3,55%) |

### Попис 2001.
По попису из 2001. године, општина Суња је имала 7.376 становника, распоређених у 40 насељених места, од тога је у самој Суњи живело 1.397 становника.
| година пописа | укупно | Хрвати | Срби  | остали |
| ------------- | ------ | ------ | ----- | ------ |
| 2001.         | 7.376  | 5.866  | 1.288 | 222    |

### Попис 1991.
До нове територијалне организације, општина Суња се налазила у саставу бивше велике општине Сисак. Национални састав општине Суња, по попису из 1991. године је био следећи:
| година пописа | укупно | Срби           | Хрвати         | Југословени | остали      |
| ------------- | ------ | -------------- | -------------- | ----------- | ----------- |
| 1991.         | 12.309 | 6.996 (56,83%) | 4.294 (34,88%) | 458 (3,72%) | 561 (4,55%) |

### Суња (насељено место), национални састав
На попису становништва 1991. године, насељено место Суња је имало 2.113 становника, следећег националног састава:
| Попис 1991.‍   | Попис 1991.‍  | Попис 1991.‍ | Попис 1991.‍ | Попис 1991.‍ |
| ------------- | ------------ | ----------- | ----------- | ----------- |
|               |              |             |             |             |
| Хрвати        | Хрвати       |             | 1.305       | 61,76%      |
| Срби          | Срби         |             | 536         | 25,36%      |
| Југословени   | Југословени  |             | 109         | 5,15%       |
| Муслимани     | Муслимани    |             | 23          | 1,08%       |
| Албанци       | Албанци      |             | 11          | 0,52%       |
| Мађари        | Мађари       |             | 3           | 0,14%       |
| Македонци     | Македонци    |             | 1           | 0,04%       |
| Пољаци        | Пољаци       |             | 1           | 0,04%       |
| Словенци      | Словенци     |             | 1           | 0,04%       |
| Украјинци     | Украјинци    |             | 1           | 0,04%       |
| Црногорци     | Црногорци    |             | 1           | 0,04%       |
| остали        | остали       |             | 2           | 0,09%       |
| неопредељени  | неопредељени |             | 43          | 2,03%       |
| непознато     | непознато    |             | 76          | 3,59%       |
| укупно: 2.113 |              |             |             |             |